# Tipula (Vestiplex) balioptera
Tipula (Vestiplex) balioptera is een tweevleugelige uit de familie langpootmuggen (Tipulidae). De soort komt voor in het Nearctisch gebied.